# Стоянов, Пенчо
Пе́нчо Цве́танов Стоя́нов (болг. Пенчо Цветанов Стоянов; 9 февраля 1931, София, Болгария — 24 ноября 2020) — болгарский композитор, музыкальный теоретик и педагог. Доктор искусствоведения (1982). Народный артист НРБ (1982).

## Биография
В 1954 году окончил Болгарскую консерваторию у Парашкева Хаджиева и Панчо Владигерова (композиция), в 1965 году — аспирантуру при Московской консерватории у Арама Хачатуряна (композиция) и у Владимира Протопопова, Виктора Цуккермана и Сергея Скребкова (теория музыки). С 1954 года преподаёт в Болгарской консерватории (с 1972 года — профессор, а в 1968—1970 годы — заместитель ректора). С 1976 года — секретарь, а с 1980 года — заместитель председателя Союза болгарских композиторов. Автор музыкально-теоретических исследований и учебных пособий. Член БКП с 1966 года.

## Сочинения
- 5 симфоний (1958—1982)
- симфоническая поэма «Драва» (1970)
- симфоническая поэма «При расставании» / На прощаване (1973)
- концерт для струнного оркестра (1976)
- 2 струнных квартета

## Литературные сочинения
- Взаимодействие музыкальных форм. — София, 1975. (в русском переводе — М., Музыка, 1985)

## Награды
- 1975 — Заслуженный артист НРБ
- 1982 — Народный артист НРБ